# Телеорман (жудец)
Жуде́ц Телеорма́н (рум. Judeţul Teleorman «Жудэ́цуль Тэлэорма́н») — румынский жудец в регионе Валахия.

## География
Жудец занимает территорию в 5790 км².
Граничит с жудецами:
- Джурджу — на востоке;
- Олт — на западе;
- Арджеш и Дымбовица — на севере;
- с Великотырновской, Плевенской и Русенской областями Болгарии — на юге.

## Население
В 2007 году население жудеца составляло 413 064 человека (в том числе мужское население — 203 029 и женское — 210 035 человек), плотность населения — 71,34 чел./км².
| Год  | Население |
| ---- | --------- |
| 1930 | 418 649   |
| 1948 | 487 394   |
| 1956 | 510 488   |
| 1966 | 516 222   |
| 1977 | 518 943   |
| 1992 | 483 840   |
| 2002 | 436 025   |
| 2011 | 360 178   |

## Административное деление
В жудеце находятся 3 муниципия, 2 города и 92 коммуны.

### Муниципии
- Александрия (Alexandria)
- Рошиорий-де-Веде (Roşiori de Vede)
- Турну-Мэгуреле (Turnu Măgurele)

### Города
- Виделе
- Зимнича

### Коммуны
| - - Балач - Беука - Бечу - Блежешти - Богдана - Ботороага - Брагадиру - Брынчени - Бужорени - Бужору - Бузеску - Бэбэйца - Ведя - Виишоара - Витэнешти - Выртоапе | - - Гратия - Гэлэтени - Дидешти - Добротешти - Драча - Дрэкшеней - Дрэгэнешти-Влашка - Дрэгэнешти-де-Веде - Зымбряска - Извоареле - Ислаз - Концешти - Космешти - Кревенику - Крынгу - Крынджени | - - Кэлинешти - Кэлмэцую - Кэлмэцую-де-Сус - Лиса - Лица - Лунка - Мавродин - Мерени - Моштени - Мырзэнешти - Мэгура - Мэлдэени - Нанов - Некшешти - Ненчулешти - Нэстурелу | - - Олтени - Орбяска - Перету - Плопи-Слэвитешти - Плоска - Поени - Пороския - Пурани - Путинею - Пьетрошани - Пьятра - Рэдоешти - Рэсмирешти - Салча - Саэлеле - Сегарча-Вале | - - Скрьоаштя - Скурту-Маре - Силиштя - Силиштя-Гумешти - Слобозия-Мындра - Смырдьоаса - Стежару - Сухая - Сфинцешти - Сырбени - Сэчени - Сяка - Талпа - Траян - Триваля-Моштени - Троянул | - - Тэтэрештий-де-Жос - Тэтэрештий-де-Сус - Уда-Клокочов - Фрумоаса - Фрэсинет - Фуркулешти - Фынтынеле - Цигэнешти - Червения - Чолэнешти - Чуперчени - Шторобэняса |